# Teldesign
Teldesign is een Nederlands ontwerpbureau dat beweert het eerste ontwerpbureau in Nederland te zijn. In 1962 gingen de industrieel ontwerpers Emile Truijen en Jan Lucassen samenwerken en dat resulteerde een jaar later in het starten van een bureau.

## Geschiedenis
In 1968 verzorgde het bureau het huisstijlontwerp voor de Nederlandse Spoorwegen en daarna volgden onder meer de Hollandsche Beton Groep en supermarktketen Simon de Wit. In de jaren zeventig werd het modernistische karakter voortgezet, en er ontstond daarnaast een meer illustratieve en expressieve stijl.
Tel Design deed grote huisstijlprojecten voor Delta Lloyd en de gemeente Enschede, en een bewegwijzeringsopdracht voor de Rijkspostspaarbank. Vanaf de jaren tachtig deed het bedrijf vooral veel opdrachten voor de overheden en in de jaren negentig verzelfstandigde onderdelen zoals NUON, Kadaster en het Nederlands Meetinstituut.
In de jaren negentig groeit het bureau, mede door grootschalige projecten voor Transavia Airlines, Dura Vermeer en Koninklijke IBC. De laatste jaren heeft Teldesign zijn werkwijze uitgebreid naar het begeleiden van complexe communicatievraagstukken en grote veranderingsprocessen van bedrijven en instellingen, waaronder Menzis, VGZ, Agis en Achmea. Bij de verhuizing in 2008 naar Rotterdam werd het complete archief van Teldesign overgedragen aan het NAGO.

## Afbeeldingen
Huisstijlontwerp voor de Nederlandse Spoorwegen, 1968:

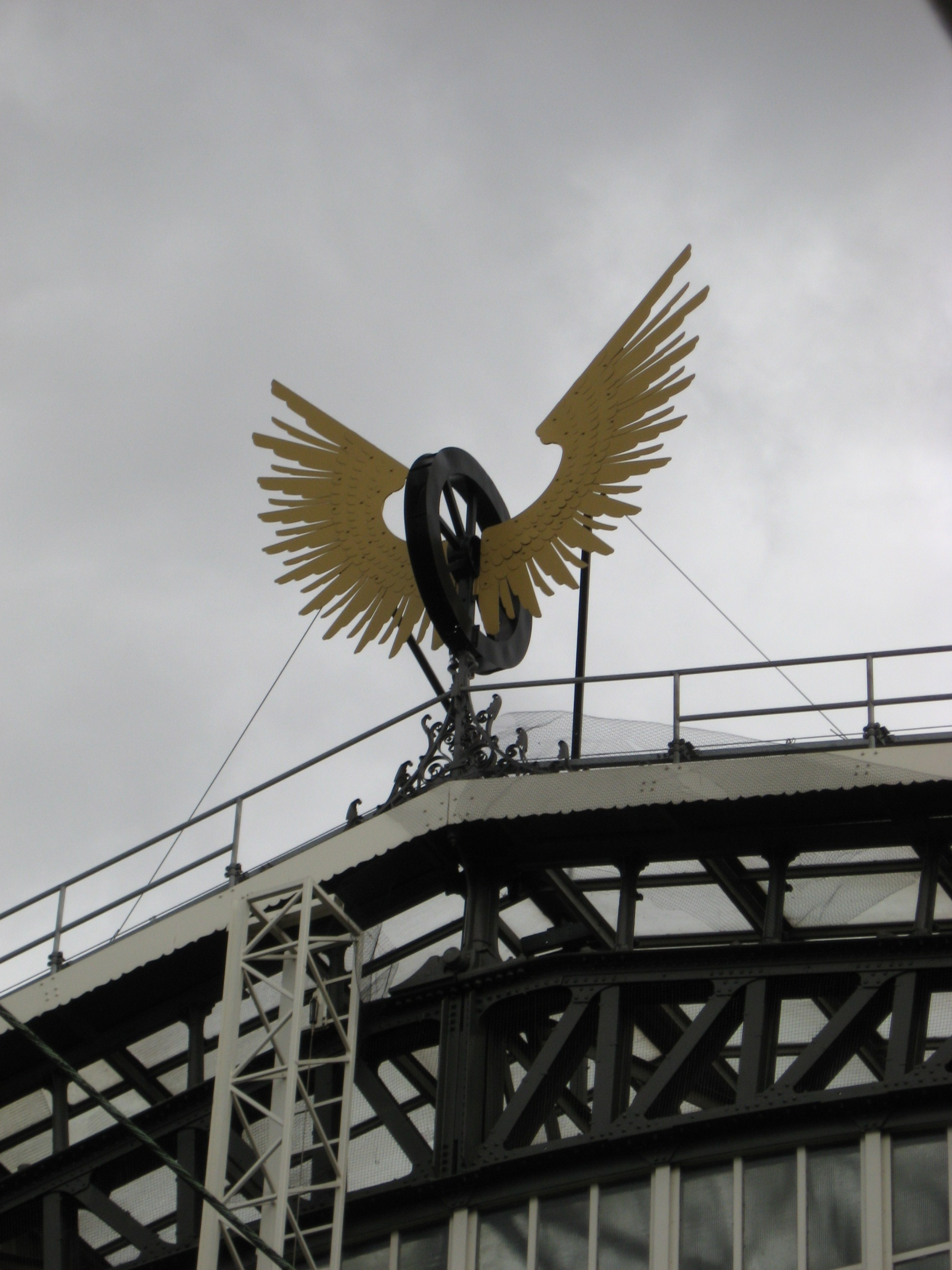
Oude NS symbool tot 1968, het gevleugelde wiel
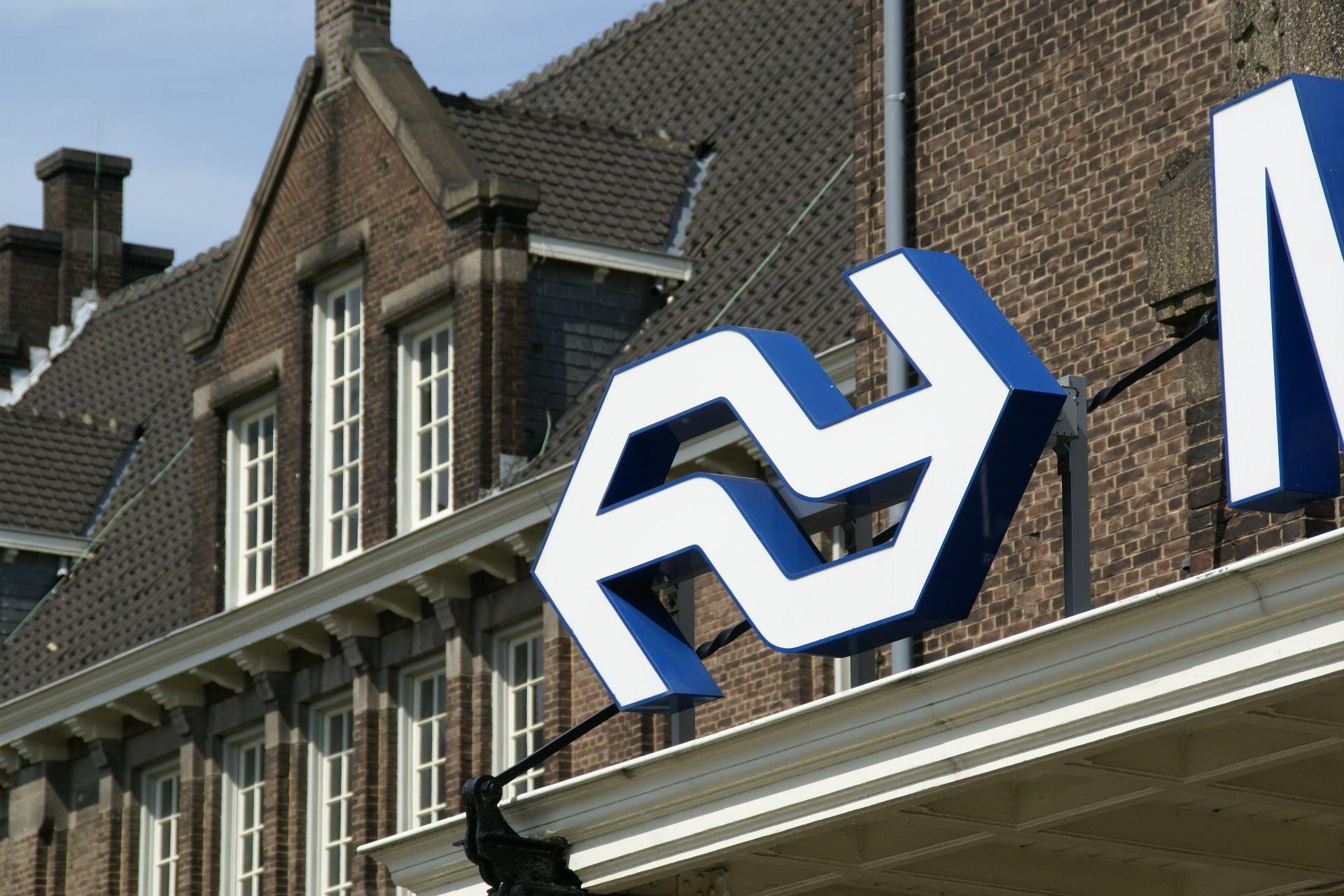
Nieuwe NS logo vanaf 1968
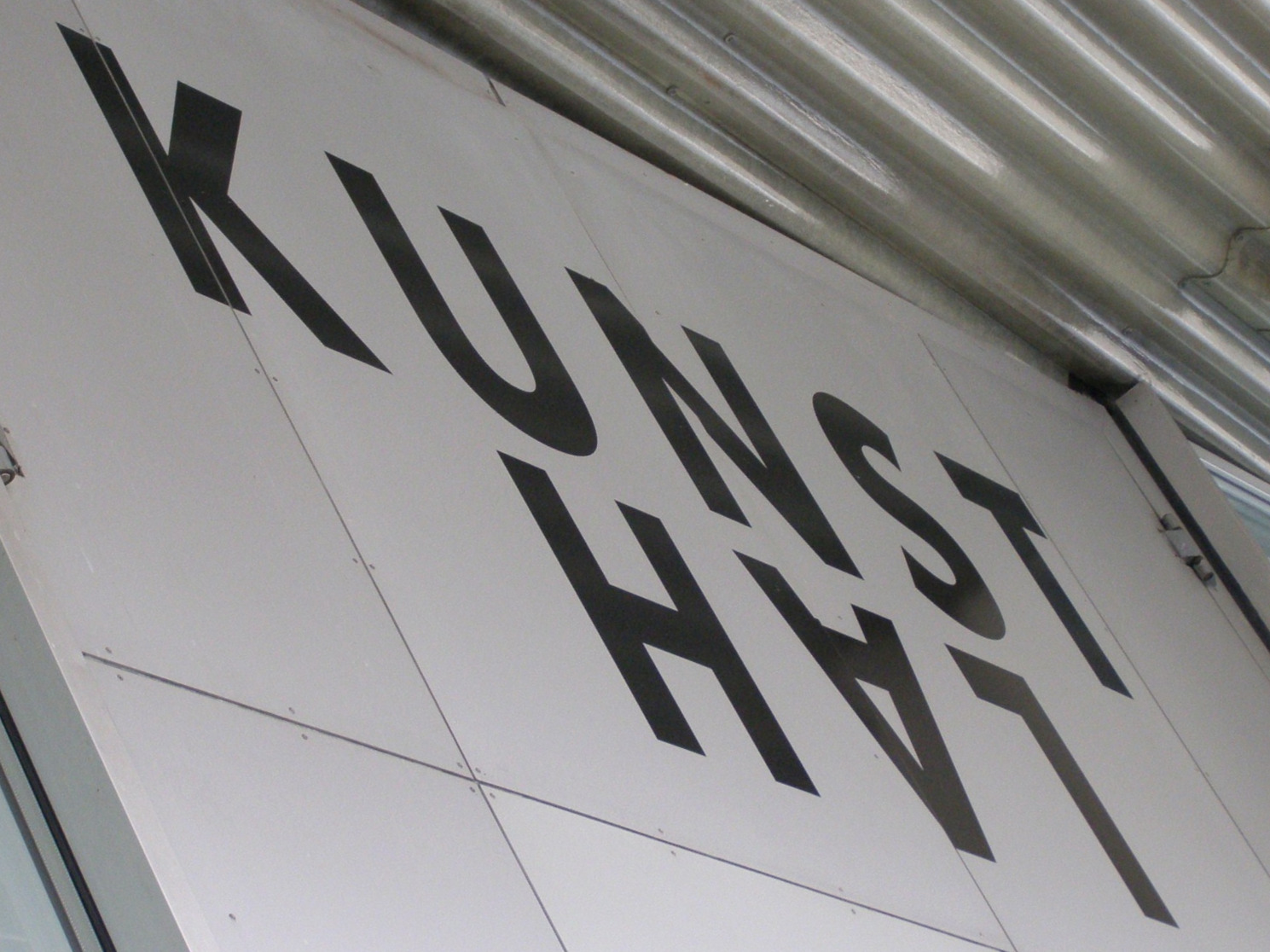
Kunsthal Rotterdam, 1992
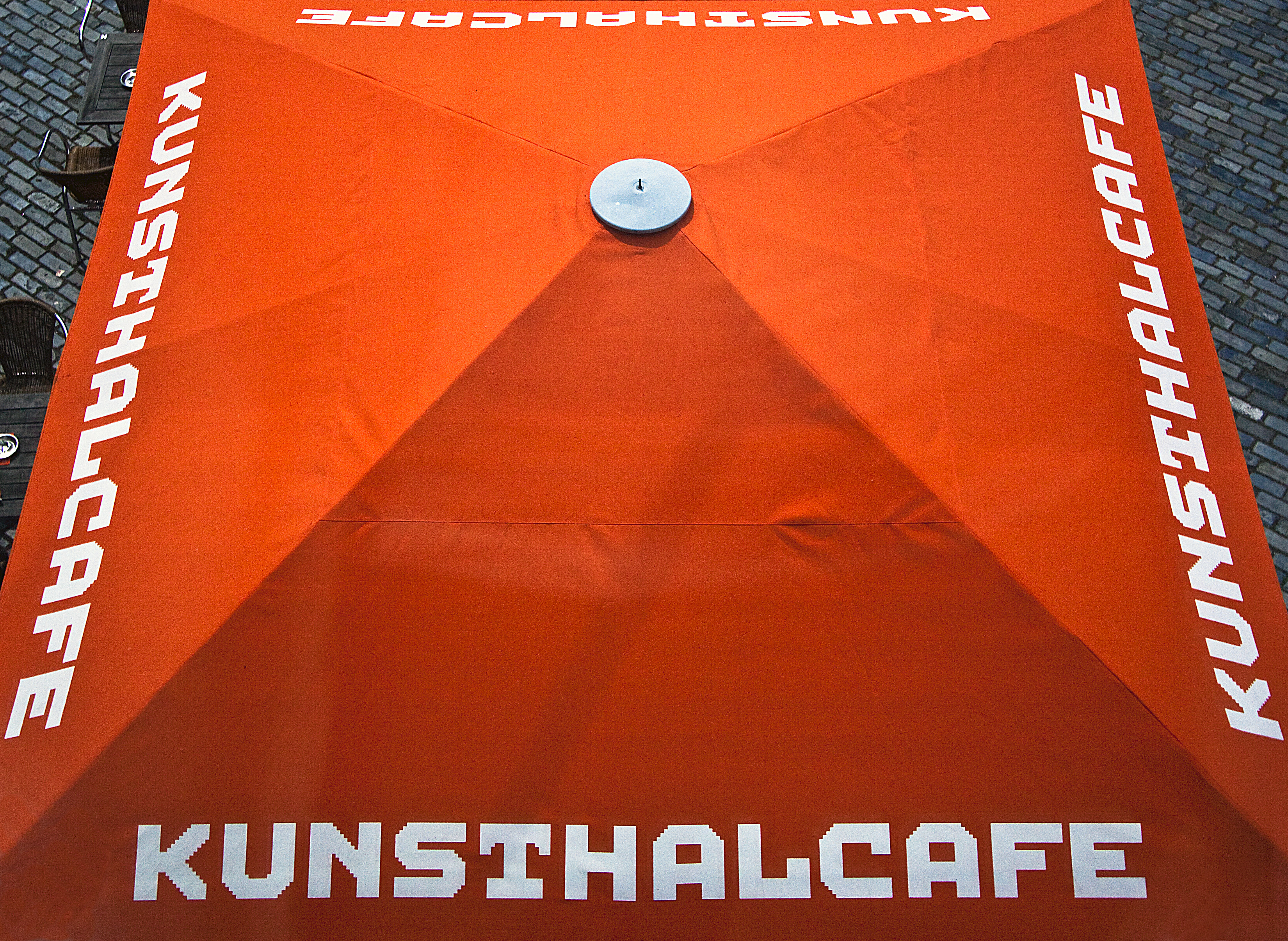
Kunsthal Rotterdam, 2009
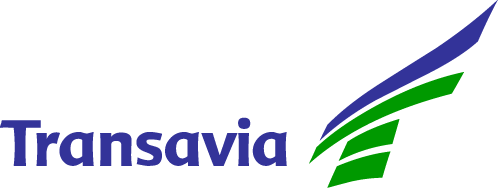
Transavia logo, 1995
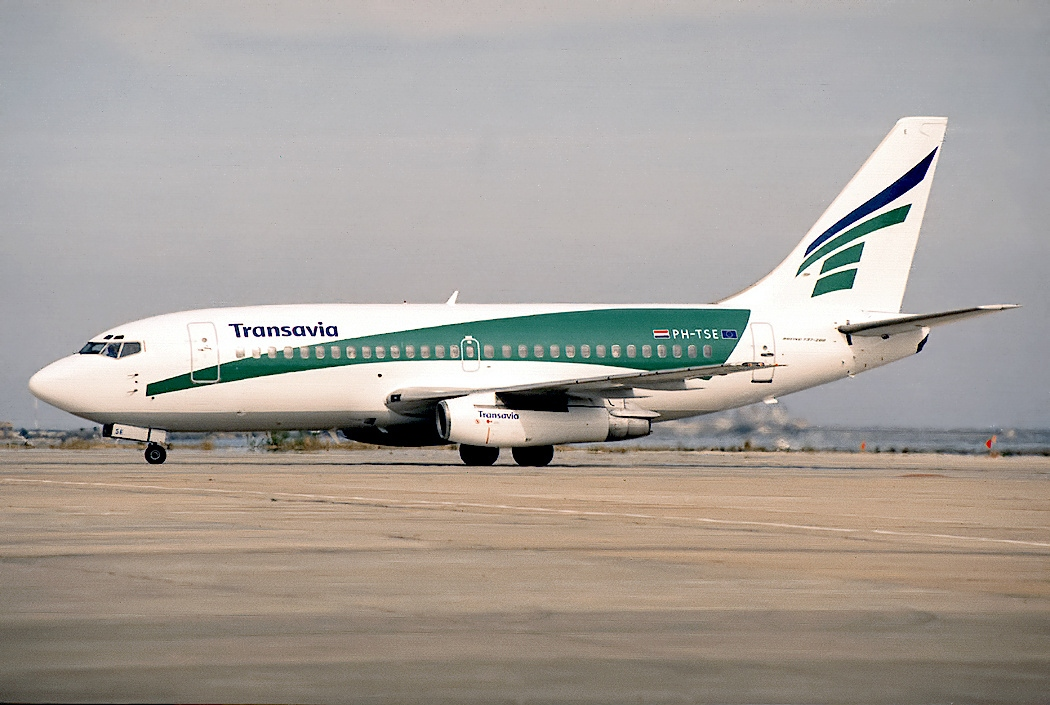
Boeing 737-236